# Rika Takayama
Rika Takayama (27 de agosto de 1994) é uma judoca japonesa. Foi medalhista de prata nos Jogos Olímpicos de Verão de 2024, em Paris.